# Приступ слога
У фонетици и фонологији приступ слога (или почетак слога или први глас слога) јесте део слога који претходи језгру слога.

## Структура слога
Слог се може поделити на приступ и риму.
У зависности од фонотактике језика, приступ се може састојати од једног сугласника или скупину сугласника. Ако слог почиње самогласником или другим слоговним сонантом, онда се може рећи да слог нема приступ.